# البيان (صرخنداريا)
البيان هي بلدة في مقاطعة شورتشي في ولاية صرخنداريا في أوزبكستان.